# Giuse Hình Văn Chi
Giuse Hình Văn Chi (tiếng Trung: 邢文之, Joseph Xing Wen-zhi; sinh 1963) là một giám mục của Giáo hội Công giáo Rôma. Đối với Tòa Thánh Vatican, ông hiện vẫn là Giám mục phụ tá của Giáo phận Thượng Hải, dù ông đã gửi đơn từ chức dưới sức ép của chính quyền Trung Quốc vào năm 2012. Giáo phận Thượng Hải, đối với Tòa Thánh, đang ở trong tình trạng trống tòa sau khi Giám mục Giuse Phạm Trung Lương qua đời vào năm 2014, dù trên danh nghĩa vẫn còn 2 giám mục phụ tá là Giuse Hình Văn Chi và Tađêô Mã Đạt Khâm cai quản, nhưng cả hai đều bị chính quyền Trung Quốc gây sức ép nên không thể thực hiện chức vụ của mình.

## Cuộc đời đạo nghiệp
Giám mục Giuse Hình sinh ngày 17 tháng 4 năm 1963, trong một gia đình Công giáo tại tỉnh Sơn Đông, Trung Quốc.
Tháng 9 năm 1983, ông nhập tu học tại Tu viện Xà Sơn (Thượng Hải) và tốt nghiệp tại đây năm 1989. Ngày 2 tháng 6 năm 1990, ông được thụ phong chức linh mục, tiếp tục phụng vụ tại tu viện Xà Sơn. Ông từng sang tu học thời gian ngắn tại Hồng Kông (1994) và Philippines (1995). Năm 1996, ông được chuyển sang làm công tác mục vụ trong Giáo phận Thượng Hải. Từ năm 1998 đến 2003, ông là Linh mục Tổng đại diện Giáo phận Thượng Hải.
Năm 2003, ông du học sang Mỹ và về nước năm 2004. Sau khi về nước, ông được giám mục Alôisiô Kim Lỗ Hiền giới thiệu và được Hội Công giáo Yêu nước Trung Quốc đề cử làm Giám mục phụ tá (Phụ lý chủ giáo) Giáo phận Thượng Hải. Tòa Thánh sau đó cũng công bố bổ nhiệm linh mục Giuse Hình Văn Chi làm Giám mục Phụ tá Thượng Hải. Lễ tấn phong giám mục của ông được cử hành ngày 28 tháng 6 năm 2005, do Giám mục Thượng Hải Alôisiô Kim Lỗ Hiền làm chủ phong, Giám mục Chu Thôn Giuse Mã Học Thánh và Giám mục Ninh Ba Mátthêu Hồ Hiền Đức làm phụ lễ. Ông chọn cho mình khẩu hiệu giám mục là "Fiat voluntas tua" (Xin vâng ý Cha).
Lúc bấy giờ, giáo phận Thượng Hải do giám mục Alôisiô Kim Lỗ Hiền cai quản trên thực tế. Đối với chính quyền Trung Quốc, giám mục Kim là Giám mục chính tòa Thượng Hải từ năm 1988. Đối với Tòa Thánh, giám mục Kim là Giám mục phó Thượng Hải từ năm 2004, cai quản trên thực tế thay cho giám mục chính tòa Giuse Phạm Trung Lương vốn đã rất cao tuổi và mắc bệnh Alzheimer. Do khả năng ngoại giao khôn khéo, Giám mục Kim nhận được sự ủng hộ của cả Tòa Thánh lẫn chính quyền Trung Quốc, giúp hoạt động của các tín hữu Công giáo Thượng Hải phát triển trở lại.
Cũng như Giám mục Kim, Giám mục Giuse Hình Văn Chi có được sự ủng hộ của cả Tòa Thánh lẫn chính quyền Trung Quốc. Nhiều người cho rằng, rất nhiều khả năng ông sẽ là người tiếp nhận chức vị Giám mục Thượng Hải. Tuy nhiên, sự ủng hộ của chính quyền Trung Quốc đối với ông nhanh chóng thay đổi. Sự thay đổi này có thể bắt đầu từ sự kiện ông từ chối tham gia lễ tấn phong cho giám mục bất hợp thức Giuse Lưu Tân Hồng vào năm 2006. Các sứ vụ giám mục của ông nhiều lần bị chính quyền Trung Quốc hạn chế hoặc cản trở. Cuối năm 2009, ông được đổi làm Viện trưởng Tu viện Xà Sơn. Ngày 20 tháng 12 năm 2011, ông bất ngờ gửi đơn từ chức giám mục "vì những lý do riêng", mà nhiều người cho rằng ông buộc phải thực hiện bởi sức ép từ chính quyền Trung Quốc. Thời gian sau đó, tung tích ông hoàn toàn không rõ ràng. Mặc dù sau đó, Tòa Thánh đã công bố quyết định linh mục Tađêô Mã Đạt Khâm làm Giám mục phụ tá Thượng Hải, nhưng vẫn chưa đưa ra quyết định thay đổi với chức vị giám mục của ông, kể cả thời gian về sau, khi cả giám mục Giuse Phạm Trung Lương và Alôisiô Kim Lỗ Hiền đều lần lượt qua đời.